# Pseudophryne guentheri
Pseudophryne guentheri (tên tiếng Anh: Günther's Toadlet) là một loài ếch trong họ Myobatrachidae. Chúng là loài đặc hữu của Úc.
Các môi trường sống tự nhiên của chúng là các khu rừng ôn hòa, vùng cây bụi ôn đới, thảm cây bụi kiểu Địa Trung Hải, sông có nước theo mùa, đầm nước, đầm nước ngọt có nước theo mùa, đất canh tác, và vùng đồng cỏ.